# Radicaal (Semitische taal)
Bij de studie van Semitische talen zoals het Hebreeuws worden de afzonderlijke (doorgaans 3) consonanten (medeklinkers) waar een wortel uit is opgebouwd wel radicalen genoemd.
De woorden histradroet en seder die op het eerste gezicht misschien niet zoveel op elkaar lijken, hebben bijvoorbeeld allebei als wortel SDR, waarvan de drie radicalen respectievelijk S, D en R zijn. In de voorbeelden hieronder wordt op een simplistische manier getoond, wat de radicalen van diverse woorden zijn.
histadroet

hiStaDRoet
hiStaDRoet

SDR
seder

SeDeR

SeDeR

SDR
Een ander voorbeeld uit het Arabisch zijn de woorden moslim, islam, en salam die alle drie als wortel SLM hebben.
moslim

moSLiM

moSLiM

SLM
islam

iSLaM

iSLaM

SLM
salam

SaLaM

SaLaM

SLM